# Christian Garve
Christian Garve (ur. 7 stycznia 1742 we Wrocławiu, zm. 1 grudnia 1798 tamże) – niemiecki filozof oświeceniowy.

## Biografia
Urodził się we Wrocławiu. Studiował teologię we Frankfurcie nad Odrą (1762, m.in. u Alexandra Gottlieba Baumgartena), filozofię i matematykę w Halle (1763, m.in. u Johanna Salomo Semlera). Magisterium uzyskał w 1766. Osiadł w Lipsku, gdzie zrobił habilitację (1768) i został profesorem nadzwyczajnym miejscowego uniwersytetu. Zapadł jednak na zdrowiu i w 1772 ustąpił ze stanowiska, wracając do Wrocławia. Otworzył tam własną księgarnię i zajął się tłumaczeniami z języka angielskiego. Podróżował też okazjonalnie do Berlina, Lipska i Getyngi. W 1779 został wezwany przez Fryderyka II na jego dwór w Charlottenburgu, gdzie stał się wiodącą postacią niemieckiego oświecenia .

## Filozofia
Garve zaliczany jest do filozofii popularnej (Popularphilosophie) – oświeceniowego nurtu popularyzującego idee epoki w społeczeństwie. Mało interesował się pogłębionymi zagadnieniami teoretycznymi i spekulacją, zajmując się głównie etyką i psychologią. Przyświecały mu cele edukacyjne i moralizujące . Również jego styl był swobodny, eseistyczny i daleki od rygoryzmu. Pozostawał pod wpływem angielskich moralistów, François de La Rochefoucauld i Helwecjusza .
Opisywał charaktery, cechy i postawy różnych osób i to, w jaki sposób funkcjonują one w życiu. Różnice międzyjednostkowe ujmował w kategoriach różnego natężenia jasności i wyraźności idei w umyśle. Centralnym pojęciem dla niego był interes, będący przetworzeniem popularnego w ówczesnej filozofii angielskiej pojęcia życzliwości (benevolence) czy sympatii (sympathy) i traktowany jako partycypacja jednostki w uczuciach, ideach i działaniach innych .

### Dyskusja z Kantem
Garve korespondował z Immanuelem Kantem i jego wpływ jest widoczny w pracach etycznych i religijnych tego filozofa.
Garve i Kant zasadniczo różnili się w podejściu do filozofii. Eseistyczny i luźny styl Garve'a, skupiony na analizie konkretnych przykładów, był daleki od teoretycznego systemu filozofa z Królewca, co stało się źródłem dyskusji między nimi. 19 stycznia 1782 Garve opublikował w Göttinger gelehrten Anzeigen pierwszą recenzję Krytyki czystego rozumu Kanta (publikacja w 1781). Recenzja, skrócona i zmieniona przez redaktora Johanna Georga Heinricha Federa, spotkała się ze sporym zainteresowaniem i obudziła dyskusję wokół dzieła Kanta. Krytyka Garve'a, który w tym okresie był uznawany za czołowego niemieckiego filozofa, przyczyniła się do początkowo chłodnego odbioru prac Kanta.
Kant kilkakrotnie ustosunkował się do zarzutów i poglądów Garve'a (m.in. w pracach O porzekadle: to może być słuszne w teorii, ale nic nie jest warte w praktyce oraz w Prolegomenach do wszelkiej przyszłej metafizyki). Kant odrzucał m.in. zarzut Garve'a, że jego filozofia jest mętna, wskazując, że jego filozofia krytyczna miała być przede wszystkim precyzyjna, a nie popularna.

## Dzieła
- 1766 De nonnullis, quae pertinent ad logicam probabilium (dysertacja doktorska);
- 1768 De ratione scribendi historiam philosophiae;
- 1770 Legendorum philosophorum veterum praecepta nonnulla et exemplum;
- 1779 Sammlung einiger Abhandlungen (2 tomy);
- 1783 Philosophische Anmerkungen und Abhandlungen zu Cicero's Büchern von den Pflichten (3 tomy);
- 1788 Abhandlung über die Verbindung der Moral mit der Politik. Oder, Einige Betrachtungen über die Frage, inwiefern es möglich sey, die Moral des Privatlebens bey der Regierung der Staaten zu beobachten;
- 1792-1802 Versuche über verschiedene Gegenstände aus der Moral, der Litteratur und dem gesellschaftlichen Leben (5 tomów);
- 1796-1800 Vermischte Aufsätze welche einzeln oder in Zeitschriften erschienen sind  (2 tomy);
- 1797-1800 Über Gesellschaft und Einsamkeit (2 tomy);
- 1798 Übersicht der vornehmsten Principien der Sittenlehre von dem Zeitalter des Aristoteles an bis auf unsere Zeiten;
- 1798 Einige Betrachtungen über die allgemeinen Grundsätze der Sittenlehre;
- 1798 Fragmente zur Schilderung des Geistes, des Charakters, und der Regierung Friedrichs des zweyten (2 tomy);
- 1807  Über das Dasein Gottes. Eine nachgelassene Abhandlung;

### Dzieła zebrane i wybory tekstów
- 1792-1801 Gesammelte Werke (16 tomów);
- 1801-1804 Sämmtliehe Werke (18 tomów);
- 1974 Popularphilosophische Schriften über literarische, ästhetische und gesellschaftliche Gegenstände
- 1998 Aphorismen aus dem Nachlaß;

### Tłumaczenia
- 1772 Adam Ferguson, Grundsätze der Moralphilosophie;
- 1773 Edmund Burke, Philosophische Untersuchungen über den Ursprung unsrer Begriffe vom Erhabnen und Schönen;
- 1776 Alexander Gerard Versuch über das Genie;
- 1783 Cyceron Abhandlungen über die menschlichen Pflichten;
- 1787 William Paley Grundsätze der Moral und Politik;
- 1796 Adam Smith Untersuchung über die Natur und die Ursachen des Nationalreichthums;
- 1798-1801 Arystoteles, Die Politik des Aristoteles.

### Tłumaczenia Garve'a na język polski
- Ch. Garve, O opinii publicznej, Goniec Krakowski 1831, nr 204-205 (tłum. Kazimierz Brodziński);
- Ch. Garve, "O poznawaniu zdolności umysłowych u młodzieży, Dziennik Wileński, t.1, 1826 (tłum. Leon Borowski);
- Ch. Garve, O granicach obywatelskiego posłuszeństwa oraz o różnicy pomiędzy teorią i praktyką w odniesieniu do dwóch rozpraw w „Berliner Monatsschrift”, tłum. R. Kuliniak i T. Małyszek, w: „Zbliżenia. Polska – Niemcy. Annäherungen. Polen – Deutschland”, Nr 3(24)1999, s. 49-56;
- Ch. Garve, Recenzja z „Krytyki czystego rozumu” Immanuela Kanta, (cz. 1), tłum. R. Kuliniak i T. Małyszek, w: „Zbliżenia. Polska – Niemcy. Annäherungen. Polen – Deutschland”, Nr 1(28)2001, s. 37-46;
- Ch. Garve, Recenzja z „Krytyki czystego rozumu” Immanuela Kanta, (cz. 2), tłum. R. Kuliniak i T. Małyszek, w: „Zbliżenia. Polska – Niemcy. Annäherungen. Polen – Deutschland”, Nr 2(29)2001, s. 55-63;
- Johann Georg Heinrich Feder, Zmieniona treść „Recenzji” Christiana Garvego z „Krytyki czystego rozumu” Immanuela Kanta, tłum. R. Kuliniak i T. Małyszek, w: „Zbliżenia. Polska – Niemcy. Annäherungen. Polen – Deutschland”, Nr 1(31)2002, s. 115-120;
- Radosław Kuliniak, Spory filozoficzne Garvego z Kantem, 2012.